# Сантуш, Жентил душ
Жентил Ж. душ Сантуш (порт. Gentil J. dos Santos; 19 мая 1899, Болама, Южная провинция — неизвестно) — португальский легкоатлет, выступавший в беге на короткие дистанции. Участник летних Олимпийских игр 1924 года.

## Биография
Жентил душ Сантуш родился 19 мая 1899 года в городе Болама в Португальской Гвинее (сейчас в Гвинее-Бисау).
Выступал в легкоатлетических соревнованиях за «Клуб Интернасьонал ди Футбол» из Лиссабона.
В 1924 году вошёл в состав сборной Португалии на летних Олимпийских играх в Париже. В беге на 100 метров занял в 1/8 финала 4-е место. В беге на 200 метров занял в 1/8 финала 3-е место, показав результат 23,0 секунды и уступив 0,7 секунды попавшему в четвертьфинал со 2-го места Чарли Паддоку из США.
Дата смерти неизвестна.

## Личные рекорды
- Бег на 100 метров — 10,8 (1924)[1]
- Бег на 200 метров — 22,2 (1925)[1]